# Mika Kulmala
Mika Kulmala (* 25. April 1989) ist ein finnischer Skispringer.

## Werdegang
Kulmala, der für den finnischen Verein Lahden Hiihtoseura startet, gab sein internationales Debüt im FIS-Cup am 17. Dezember 2005 in Kuopio. Trotz zweier Platzierungen dauerte es bis zum September 2006, als er in Örnsköldsvik einen weiteren internationalen Wettbewerb bestreiten konnte. Auch hier konnte er im zweiten Springen mit Platz 16 seine Leistung weiter steigern. Im Sommer des folgenden Jahres bekam Kulmala einen Startplatz im Skisprung-Continental-Cup. Nachdem er im ersten Springen disqualifiziert wurde, blieb er auch im zweiten Springen erfolglos. Nachdem auch in Kranj am Ende nur ein 53. Platz herauskam, sprang in Kuopio im Januar 2008 erneut im FIS-Cup und verpasste dabei die Top-10-Platzierungen nur knapp. Nach einigen Monaten internationaler Pause, sprang er im Oktober 2008 wieder im Continental Cup und gewann dabei am 11. Oktober 2008 in Falun seine ersten Continental-Cup-Punkte. Auch im zweiten Springen gelang ihm dies mit dem 20. Platz deutlich. Es blieben jedoch seine einigen Punkte, nachdem er in Rovaniemi bereits wieder nur den 58. Platz erreichte, zog er sich erneut für Monate von der internationalen Bühne zurück. Im März 2009 versuchte er es in Trondheim erneut, jedoch blieb er erneut auf einem der letzten Plätze. Nachdem er auch im Sommer nicht punkten konnte, und nur zwischenzeitlich im FIS-Cup gute Platzierungen erreichte, stand er zur Saison 2009/10 erneut im Continental-Cup-Kader, verpasste aber erneut in allen Springen Durchgang zwei und damit wichtige Punkte.
Bei den Finnischen Sommermeisterschaften 2010 gewann er in Lahti gemeinsam mit Ville Larinto, Kalle Keituri und Janne Ahonen den Titel im Teamspringen. In der Saison 2010/11 trat Kulmala nur in den Springen in Rovaniemi, blieb jedoch erneut deutlich hinter den Erwartungen zurück. Im Sommer 2011 startete er in Szczyrk wieder im FIS-Cup und erreichte dabei im zweiten Springen erstmals eine Platzierung unter den besten zehn. Nachdem er bei den Finnischen Sommermeisterschaften 2011 seinen Titel aus dem Vorjahr verteidigen konnte, verpasste er bei seinem Continental-Cup-Comeback in Trondheim im September und Rovaniemi im Dezember erneut deutlich die Punkteränge.
Im August 2012 verpasste er im FIS-Cup von Kuopio mit dem vierten Platz nur knapp das Podium. Im Continental Cup schaffte Kulmala erstmals den Durchbruch auf gleicher Schanze nur einen Tag später, als er den neunten Platz und damit erstmals eine Top-10-Platzierung erreichte. Am folgenden Tag verpasste er gar mit dem vierten Platz nur knapp das Podest. Kurze Zeit später sollte Kulmala sein Debüt im Skisprung-Grand-Prix geben. Nach einer Disqualifikation im ersten Springen, blieb für ihn jedoch im zweiten Springen nur ein 43. Platz, bevor er kurze Zeit später bei den Finnischen Sommermeisterschaften Silber mit dem Team gewann und im Einzelspringen Rang sechs erreichte.
Nach eher enttäuschenden Springen im Continental Cup in Lillehammer und Klingenthal im September 2012, wurde er zur Saison 2012/13 überraschend für den Weltcup aufgestellt. In Kuusamo verpasste er jedoch einen Start im Wettbewerb nach einem 41. Platz in der Qualifikation. Im Teamspringen erreichte er beim Sieg der deutschen Mannschaft gemeinsam mit Olli Muotka, Ville Larinto und Lauri Asikainen einen guten siebenten Platz. Beim folgenden Einzelweltcup in Sotschi verpasste er als letzter des ersten Durchgangs die Möglichkeit, erste Weltcup-Punkte zu gewinnen. Ende Dezember 2012 versuchte er sein Glück noch einmal im Continental Cup, blieb aber in Engelberg ohne Punktgewinn.
Nachdem er im Januar 2013 in Zakopane die Qualifikation für das Einzelspringen verpasst hatte, wurde er mit der Mannschaft im Teamspringen Zehnter. Auch im März stand er beim Teamspringen von Lahti erneut in der Mannschaft und kam mit ihr auf den achten Platz. In Kuopio verpasste er erneut die Qualifikation für das Einzel-Weltcup-Springen.

## Erfolge

### FIS-Cup-Platzierungen
| Saison  | Platz | Punkte |
| ------- | ----- | ------ |
| 2005/06 | 128   | 07     |
| 2006/07 | 132   | 15     |
| 2007/08 | 137   | 42     |
| 2009/10 | 159   | 22     |
| 2011/12 | 105   | 54     |